# Ambient techno
Ambient techno je relexační forma techna. Tento styl není určen k tanci, proto se řadí spíše do downtempo elektroniky. 

Je to „zředěný“, přeorientovaný Ambient house. Tento styl se skládá z minimalové rytmiky, atmosférických ambientních zvuků, hudebních vzorků a podružných melodií.

## Interpreti
- Aphex Twin
- Biosphere
- Gas
- Higher Intelligence Agency
- Orbital
- Plastikman
- The Black Dog
- Theorem

## Vydavatelství
- Apollo
- Beyond
- General Production Recordings (GPR)
- M_nus